# Богатский сельский совет
Богатский сельский совет (укр. Багатська сільська рада) — входит в состав
Новомосковского района
Днепропетровской области
Украины.
Административный центр сельского совета находится в 
с. Богатое.

## Населённые пункты совета
- с. Богатое
- с. Панасовка
- с. Ровное